# Buckler Engineering

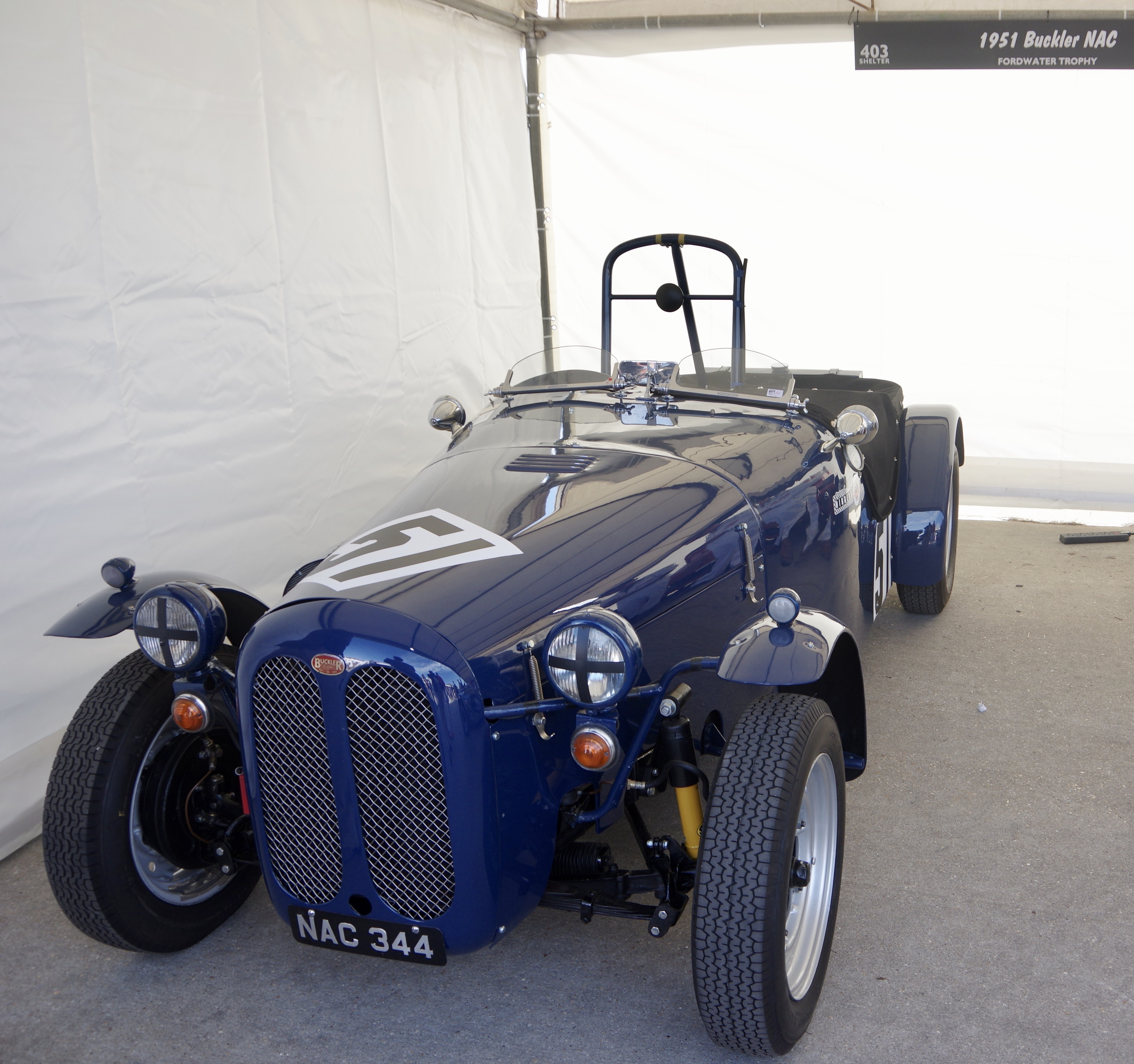
Buckler NAC

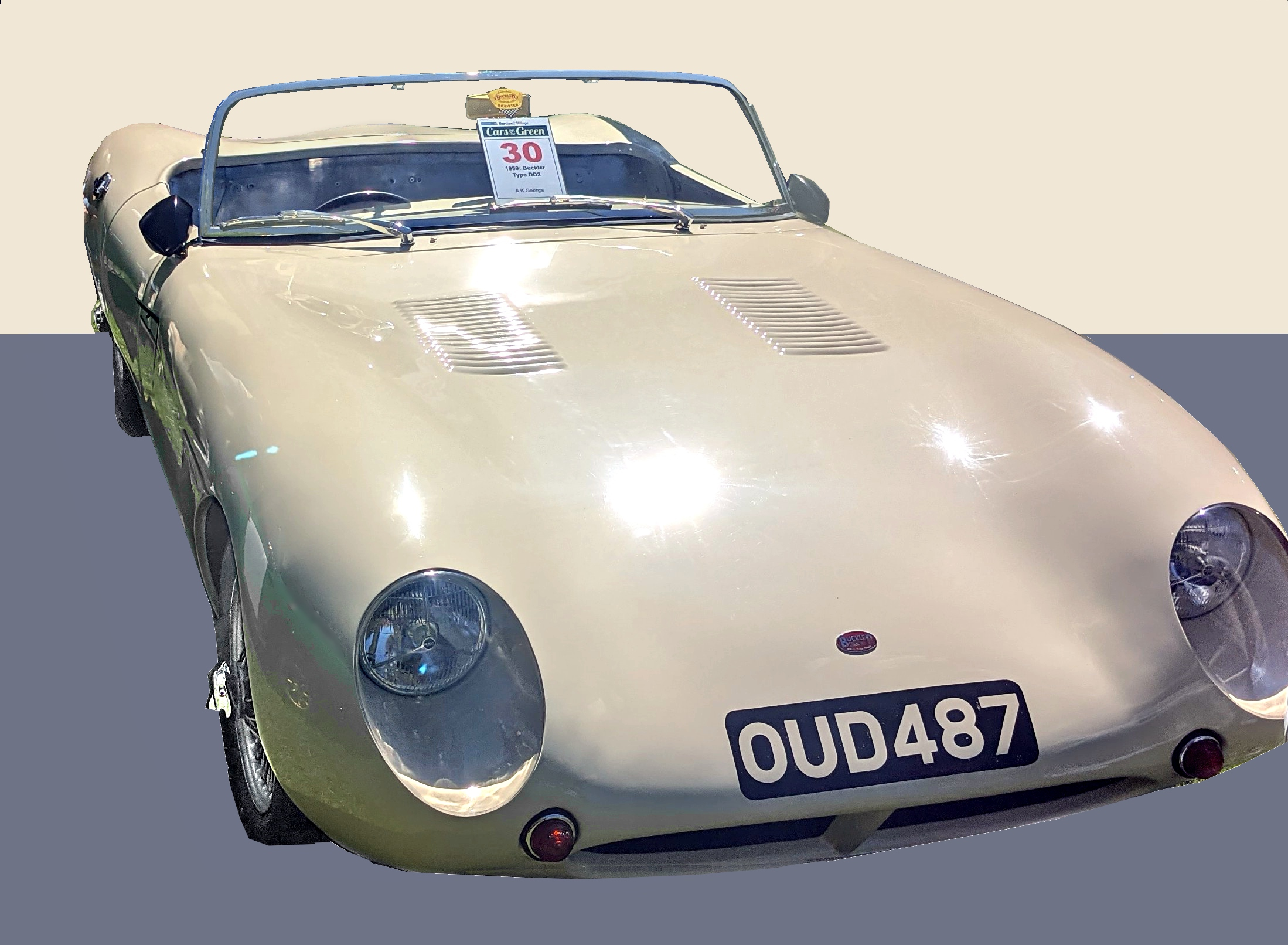
Buckler DD2 Mistral

Die Buckler Engineering Ltd. war ein britischer Automobilhersteller in Crowthorne (Berkshire). Dort wurden zwischen 1949 und 1962 Sportwagen hergestellt. Gründer und Eigentümer war Derek Buckler.

## Beschreibung
Der Konfektionär bezog seine Motoren vorwiegend von Ford oder Coventry Climax. 1949 wurde der erste Wagen, der Mark V Airflow mit 1172 cm³-Ford-Vierzylindermotor, vorgestellt. Es war das erste Auto im Vereinigten Königreich mit einem Rohrrahmen. Ab 1950 wurden standen außer Ford-Motoren auch solche von Coventry Climax zur Wahl. Das letzte Modell, der von 1957 bis 1962 gefertigte Mark DD2, konnte – je nach Kundenwunsch – mit allen möglichen Motoren bis zwei Liter Hubraum ausgestattet werden.
Nach 1957 wurde als letztes neues Modell der Mark BB (BB = Backbone (dt.: Rückgrat)) entwickelt. Es entstand aber nur ein Prototyp.
Ende der 1950er-Jahre verkaufte Buckler sein Unternehmen aus gesundheitlichen Gründen. Die neuen Eigentümer bauten die letzten Modelle noch bis 1962 weiter.

## Modelle
| Modell         | Bauzeitraum | Zylinder | Hubraum (cm³) | Radstand (mm) |
| -------------- | ----------- | -------- | ------------- | ------------- |
| Mk. V Airflow  | 1949–1955   | 4 Reihe  | 1172          | 2286          |
| Mk. VI Airflow | 1950–1955   | 4 Reihe  | 1172          | 2388          |
| Mk. X          | 1950        | 4 Reihe  | 1172          | 2286          |
| Mk. XI         | 1950        | 4 Reihe  | 1172          | 2388          |
| Mk. VI-4       | 1950        | 4 Reihe  | 1172          | 2388          |
| Mk. XV         | 1950        | 4 Reihe  | 0803          | 2286          |
| Mk. XVI        | 1950        | 4 Reihe  | 1250          | 2438          |
| Mk. 90         | 1953–1957   | 4 Reihe  | 1172          | 2210          |
| Mk. DD1        | 1956–1962   | 4 Reihe  | 1098          | 2286          |
| Mk. DD2        | 1957–1962   | 4 Reihe  | bis 2000      | 2286          |